# Nowogród Bobrzański
Nowogród Bobrzański este un oraș în Polonia.